# TSV Krähenwinkel/Kaltenweide

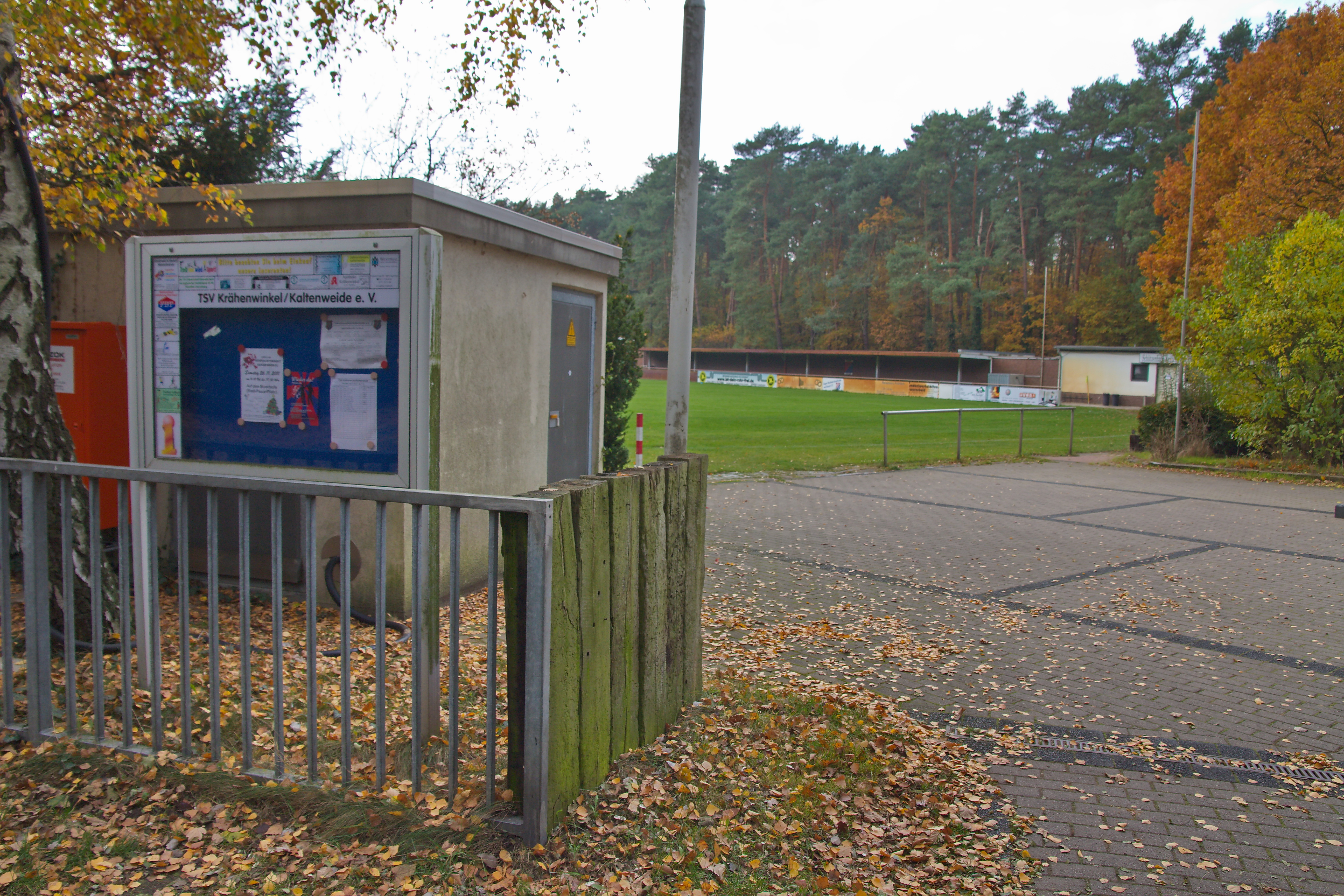
Blick auf den Vereinsplatz

Der Turn- und Sportverein Krähenwinkel Kaltenweide e. V., oder kurz TSV KK, ist ein Sportverein in Langenhagen. Er bietet seinen Mitgliedern Sport in den Sparten Fußball, Badminton, Tischtennis, Pétanque, Tanzen, Turnen und Volleyball. Zudem bietet der Verein auch die Prüfungsabnahme des Deutschen Sportabzeichens an.

## Der Verein
Der Verein wurde 1910 gegründet. Das Vereinsgelände befindet sich in unmittelbarer Nähe zum Waldsee in Krähenwinkel, und zwischen den Ortschaften Twenge (Kaltenweide) und Krähenwinkel. Zum Vereinsgelände gehören das Vereinsheim, welches sich seit 2011 im Umbau befindet, fünf Fußballplätze (A-, B-, C-, D- und E-Platz), zwei Pétanqueplätze (Bouledrome), eine Mehrzweckhalle, eine Asphaltspielfläche sowie eine Anlage für Sandsportarten, wie Beachvolleyball etc.

## Erfolge

### Fußball
Die erste Herren-Mannschaft der Fußballsparte erreichte in der Saison 1991/92, durch den Gewinn des Niedersachsenpokals in der Vorsaison, die Teilnahme am DFB-Pokal. In der 2. Runde unterlagen die „Krähen“ auswärts mit 1:4 beim SSV Reutlingen 05. Im Jahre 2015 stieg die erste Mannschaft in die Landesliga Hannover auf.
Die 1. Alte Herren (Ü32) gewann in den Jahren 2011, 2014 und 2015 die Niedersachsenmeisterschaft und belegte im Jahr 2012 und 2015 jeweils den 3. Platz beim 7. und 10. Deutschen Altherren Supercup in Neuler und Oyten. Sie ist somit erster und einziger Titelverteidiger auf Landesebene seit der Einführung der Niedersachsenmeisterschaft im Jahre 1988.

### Pétanque
Die Mannschaft nahm vom 25. bis zum 26. Oktober 2008, nach Gewinn der niedersächsischen Landesmeisterschaft, an der Aufstiegsrunde zur Bundesligasaison 2009 teil. In der ersten Qualifikationsrunde, welche in drei Gruppen ausgespielt wird, belegten die KKler hinter der Freiburger Turnerschaft von 1844 den zweiten Tabellenplatz ihrer Gruppe und konnten sich so für die zweite Runde, der Endrunde, qualifizieren. Hier wurden jedoch die Partien gegen die Pétanque Freunde Saarbrücken und gegen die Boulefreunde Hauenstein mit 2:3 verloren. In der Endrundentabelle belegte man somit lediglich den vierten Platz und verpasste nur knapp den Aufstieg.

## Bekannte Sportler
- Jürgen Stoffregen, ehemals Trainer der ersten Herren
- Martin Groth – früherer Bundesligaspieler (Hannover 96, Hamburger SV, Hansa Rostock) – ehemals Spieler in der Alten Herren des TSV KK
- Marcel Kunstmann – Spieler der ersten Mannschaft des TSV KK (früher u. a. Hansa Rostock, VfL Osnabrück)